# 海濱雀鯛
海濱雀鯛（學名：Pomacentrus littoralis），是輻鰭魚綱鱸形目雀鯛科雀鯛屬的其中一種，分布於西太平洋新加坡、菲律賓、印尼、澳洲北領地海域，深度0至5公尺，體長可達11公分，棲息在有岩礁及珊瑚礁海域，以浮游生物為食，繁殖期時成對出現，雄魚會守護卵直到孵化，生活習性不明。